# Tobias Grahn
Tobias Grahn est un footballeur suédois, né le 5 mars 1980 à Karlskrona en Suède. Il évolue comme milieu offensif.

## Sélection
- Suède : 4 sélections / 1 but
- Première sélection le 31 janvier 2001 : Suède - Îles Féroé (0-0)
- Premier but le 22 février 2003 : Corée du Nord - Suède (0-4)

Tobias Grahn obtient sa première sélection en janvier 2001 en tant que titulaire contre les Îles Féroé.
Il est rappelé en 2003, pour une tournée de la sélection en Asie, il dispute trois matchs dont deux comme titulaire et inscrit un but contre la Corée du Nord.

## Palmarès
Vålerenga
- Vainqueur de la Coupe de Norvège (1) : 2002

 Malmö FF
- Champion de Suède (1) : 2004